# اقامت بلندمدت (اتحادیه اروپا)
اقامت بلندمدت (انگلیسی: Long-term resident) به فردی تعلق می‌گیرد که شهروند کشوری در اتحادیه اروپا نیست، اما به مدت ۵ سال به‌طور قانونی و مداوم (یعنی بدون بهره‌وری از خدمات اجتماعی) در کشور میزبان مقیم بوده و برخی نیازهای او به موجب قانون ۲۰۰۳/۱۰۹/EC تعریف و تأمین می‌شود.
وضعیت قانونی اقامت به فرد این اجازه را می‌دهد تا از برخی حقوق شهروندی کشورهای عضو اتحادیه اروپا که در این پیمان مشارکت دارند برخوردار شود زیرا شهروندان اتحادیه اروپا از حمایت قانونی اتحادیه اروپا برخوردار هستند. همه کشورهای اتحادیه اروپا از این قانون تبعیت نمی‌کنند چون مشارکت نکرده‌اند. اجرای این دستورالعمل مستقیم برعهده کشورهایی است که در آن مشارکت داشته‌اند، و هر تغییری در آن به سود وضعیت حقوقی اقامت بلند مدت الزام‌آور می‌باشد.

## کشورهای شرکت کننده
کشورهای که در اجرای دستورالعمل 2003/109/EC شرکت دارند عبارتند از:
- اتریش (آلمانی: Daueraufenthalt - EG)
- بلژیک (فرانسه: Résident de longue durée - CE، هلندی: EG - langdurig ingezetene)
- بلغارستان (بلغاری: дългосрочно пребиваващ в ЕC)
- کرواسی (کرواسی: Osoba s dugotrajnim boravištem - EZ)
- قبرس (ساکن بلندمدت - EC)
- جمهوری چک (چک: Povolení k pobytu pro dlouhodobě pobývajícího rezidenta - ES)
- استونی (استونیایی: P ilgaline elanik - EK)
- فنلاند (فنلاند: P EY 2003/109 EY، سوئدی: P EG 2003/109 EG)
- فرانسه (فرانسه: Carte de résident de longue durée - Communauté Européenne)
- آلمان (آلمانی: Daueraufenthalt - اتحادیه اروپا)
- یونان (یونانی: επί μακρόν διαμένων - ΕΚ)
- مجارستان (مجارستانی: Huzamos tartózkodási engedéllyel rendelkező - EK)
- ایتالیا (ایتالیایی: Soggiornante di lungo periodo - CE)
- لتونی (لتونی: Persižigī dzīvojosa persona - ES)
- لیتوانی (لیتوانی: Ilgalaikis gyventojas - EB)
- لوکزامبورگ (فرانسه: Resident de longue duree - UE)
- مالت (مالتی: ساکنان اقامتگاه - KE)
- هلند (هلندی: EG - langdurig ingezetene)
- لهستان (لهستانی: Pobyt rezydenta długoterminowego UE)
- پرتغال (پرتغالی: Residente CE de longa duração)
- رومانی (رومانیایی: Rezident pe termen lung - CE)
- اسلواکی (اسلواکی: Osoba s dlhodobým pobytom - ES)
- اسلوونی (Slovene: Rezident za daljši čas - ES)
- اسپانیا (اسپانیایی: Residente de larga duración - UE)
- سوئد (سوئدی: Varaktigt bosatt - EG)

## پذیرش
در سال ۲۰۰۶ به‌دنبال مهلت معرفی برای وضعیت حقوقی اقامت بلند مدت در اتحادیه اروپا . این دستورالعمل روی درصد نسبتاً کوچکی از اتباع کشورهای ثالث در اکثر کشورهایی که در این دستورالعمل مشارکت داشتند تأثیر گذاشت و تعداد کمی از حقوق جابجایی در اتحادیه اروپا استفاده کردند.

## حقوق شهروندی در اتحادیه اروپا
واجد شرایط بودن شهروندان عضو اتحادیه اروپا بر اساس پیمان ماستریخت ۱۹۹۲ معرفی شد و از سال ۱۹۹۳ به اجرا درآمد، شهروندان اتحادیه اروپا علاوه بر اینکه شهروندی ملی را دارا هستند، از حقوق شهروندی، آزادی‌ها و حمایت‌های حقوقی نیز برخوردارند.
شهروندان اتحادیه اروپا حق دارند که در سراسر اتحادیه اروپا  آزادند، اشتغال داشته باشند، همچنین برای تجارت و حمل کالا آزاد هستند، خدمات و سرمایه را از طریق مرزهای اتحادیه اروپا، همان‌طور که در بازار ملی آمده‌است بدون محدودیت در حرکات سرمایه یا هزینهٔ اجباری جابه‌جا کنند. شهروندان نیز حق رای دادن و اجرا به عنوان یک نامزد در انتخابات محلی در کشوری که در آن زندگی می‌کنند را دارا هستند.